# Герб Бурині
Герб Бурині — офіційний геральдичний символ міста Буринь Сумської області. Герб затверджено у рік ювілею м.Буринь, 610-річчя з дня заснування (2002р.). 

## Опис
Має форму щита с кольорами та елементами національної символіки, на якому зображені колоски пшениці і каштановий листок. Присутні елементи історичного велетня дуба - ровесника Бурині. Умовно зображена залізниця, що сприяла розвитку міста. Нижня частина щита блакитного кольору символізує річку Чашу (в давнину порівняно повноводна річка), на березі якої розташоване місто. Блакитний колір - символ краси та величності. Згори щит обрамлений дубовим вінком, що символізує міць та стабільність, достаток й чистоту прагнень. 
Ідеї виконання: Дишковця Миколи Івановича, Чуприна Віктора Миколайовича, Удода Івана Гавриловича, Лопатіна Юрія Анатолійовича, Підлісного Юрія Віталійовича, Верповського Миколи Миколайовича, Бондаренка Павла Івановича.